# سميح شنترك

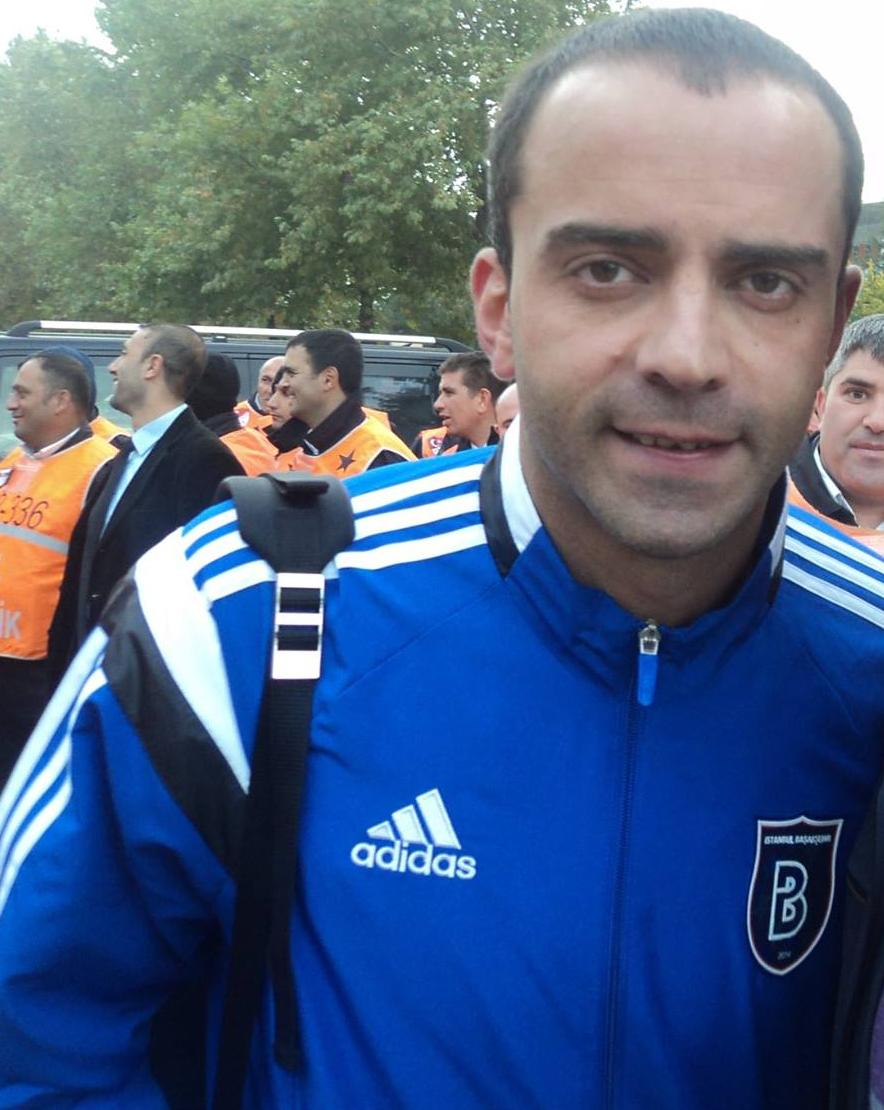

سميح شنترك (بالتركية: Semih Şentürk)‏، من مواليد 29 ابريل 1983 في أزمير في تركيا، لاعب كرة قدم تركي.
يلعب مع نادي فنربغشة منذ عام 2003.
بدأ باللعب مع منتخب تركيا لكرة القدم في عام 2006.وقد سجل 3 أهداف في الأمم الأوربية أمام ألمانيا وكرواتيا وسويسرا. سميح شنترك أو بالتركية Semih Şentürk هو لاعب نادي فنربغشة ويحمل الرقم 23.

## مسيرته الكروية
لعب سميح شنترك خلال مسيرته الاحترافية مع 5 أندية في ثمانية عشر موسمًا وسجل خلالها 91 هدفًا ضمن 317 مباراة. حيث فاز في موسمين بالكأس وفي خمسة مواسم بالدوري.
خاض سميح شنترك مسيرته مع نادي فنربخشة في موسم 2000–01 في المرة الأولى لمدة موسم واحد ثم في موسم 2002–03 ليلعب معه أحد عشر موسمًا، مشاركًا طوالها في 205 مباراة سجل خلالها 56 هدفًا. ثم انتقل إلى İzmirspor ‏ في موسم 2001–02 لمدة موسم واحد، حيث شارك في 22 مباراة سجل خلالها 3 أهداف. لينتقل بعدها إلى نادي أنطاليا سبور في موسم 2013–14 لمدة موسم واحد، مشاركًا في 13 مباراة سجل خلالها 3 أهداف أيضًا. ثم انتقل إلى نادي إسطنبول باشاكشهر في موسم 2014–15 ولمدة موسمين، مشاركًا في 31 مباراة سجل خلالها 11 هدفًا. هذا وانتقل لاحقًا إلى نادي إسكيشهرسبور في موسم 2016–17 ولمدة موسمين، مشاركًا في 46 مباراة سجل خلالها 18 هدفًا.

## روابط خارجية
- سميح شنترك على موقع الاتحاد الدولي (مؤرشف)  (الإنجليزية)
- سميح شنترك على موقع الاتحاد الأوربي (الإنجليزية)
- سميح شنترك على موقع اتحاد تركيا (لاعب) (الإنجليزية)
- سميح شنترك على موقع قاعدة بيانات كرة القدم.إي يو (الإنجليزية)
- سميح شنترك على موقع ناشيونال فوتبول تيمز (الإنجليزية)
- سميح شنترك على موقع Soccerway.com (الإنجليزية)
- سميح شنترك على موقع عالم كرة القدم.نت (الإنجليزية)
- سميح شنترك على موقع AS.com (الإسبانية)